# 冷陉之战
冷陉之战是唐朝与契丹、奚的战争中的一次战役。指唐睿宗延和元年（712年），唐朝幽州大部督孙佺率军进攻奚与契丹，在冷陉（今内蒙古巴林右旗西北坝后）战败。
依附东突厥的奚、霫等部，攻打渔阳县（今天津市蓟州区）、雍奴县（今天津武清区西北）。幽州大都督薛讷与燕州（今北京市顺义区）刺史李进关系不好，唐睿宗将薛讷改为并州长史，以左羽林将军孙佺为幽州大都督。延和元年（712年）六月孙佺抵达幽州（治蓟县、今北京城西南），想要收复契丹攻占的营州，于是统领左骁卫将军李楷洛、左威卫将军周以悌带二万步兵，八千骑兵，三路攻打奚、契丹。将军乌可利劝说他，因为道路艰险天气炎热，孤军远去必败。孙佺不同意，派李楷洛率四千骑兵作为先锋，自己带领大军在后，进行北伐。六月二十二日抵达冷陉，奚族首领李大酺带领的八千骑兵与之相遇，李楷洛初战不利、孙佺不敢相救，想要退兵。奚军出击，唐军大败，孙佺在山前列方阵。李大酺派使者责备孙佺。孙佺说自己是奉旨招慰，李楷洛时擅自出战，把军中万余段布帛和紫袍金带赠给李大酺，以示和好。李大酺于是同意孙佺回军。唐军退时，队伍不整。李大酺趁机追击，唐军大败。孙佺与周以悌被俘，献给东突厥默啜可汗，二人被斩。仅李楷洛、乌可利利逃归。